# Светла (Льгота-под-Горжичками)
Светла (чеш. Světlá) — чешская деревня, часть общины (муниципалитета) Льгота-под-Горжичками в районе Наход.

## История
Первое письменное упоминание о Светле относится к 1403 г., когда деревня принадлежала к панству Визмбурк. В XVI в. стала частью панства Ризмбурк, в 1628 г. — панства Ратиборжице, в 1637 г. — панства Наход. В 1849—1889 гг. в составе муниципалитета Вестец, в 1889—1960 гг. имела статус муниципалитета, в 1960—1985 гг. в составе муниципалитета Льгота-под-Горжичками, в 1985—1990 гг. в составе муниципалитета Горжички, с 1990 г. деревня в составе муниципалитета Льгота-под-Горжичками.
Большое развитие Светла получила в период самоуправления. В 1896 году было создано муниципальное пожарное общество, в 1902 году начало работу кредитное сообщество «Сберегательный и резервный союз Светлы и окрестностей» («Spořitelní a záložní spolek pro Světlou a okolí, zapsané společenstvo s neobmezeným ručením»), в 1952—1960 гг. действовал местный сельскохозяйственный кооператив. 27 декабря 1957 года было включено уличное освещение. В 1960 г. построена автобусная остановка, в 1966—1968 гг. открыты магазин и библиотека.
В деревне родился земледелец, поэт и политический деятель Франтишек Рудолф (1911—1995); псевдоним Павел Ясмин, чеш. Pavel Jasmín.

## Достопримечательности
- Деревянная звонница (1764 г., c 1958 г. зарегистрирована в государственный реестр объектов культурного наследия, в 1969 г. и 2014 г. была реконструирована, в 2004 г. получила новый колокол и автоматическую регулировку усиления)[6]

## Население
| Год  | Численность | Численность |
| ---- | ----------- | ----------- |
| 1869 | 351         | [ 7 ]       |
| 1880 | 326         | [ 7 ]       |
| 1890 | 287         | [ 7 ]       |
| 1900 | 304         | [ 7 ]       |
| 1910 | 286         | [ 7 ]       |
| 1921 | 246         | [ 7 ]       |
| 1930 | 241         | [ 7 ]       |
| 1950 | 161         | [ 7 ]       |
| 1961 | 139         | [ 7 ]       |
| 1970 | 120         | [ 7 ]       |
| 1980 | 99          | [ 7 ]       |
| 1991 | 74          | [ 7 ]       |
| 2001 | 77          | [ 7 ]       |
| 2011 | 80          | [ 7 ]       |
| 2021 | 63          | [ 3 ]       |